# Enscepastra
Enscepastra är ett släkte av fjärilar. Enscepastra ingår i familjen säckmalar.
Kladogram enligt Catalogue of Life:
| Enscepastra | \| \| Enscepastra alhagii \| \| \| \| \| \| Enscepastra longirostris \| \| \| \| \| \| Enscepastra machinopis \| \| \| \| \| \| Enscepastra plagiopa \| \| \| \| |
|             | \| \| Enscepastra alhagii \| \| \| \| \| \| Enscepastra longirostris \| \| \| \| \| \| Enscepastra machinopis \| \| \| \| \| \| Enscepastra plagiopa \| \| \| \| |
|             | Amblyxena |
|             | |
|             | Augasma |
|             | |
|             | Chedra |
|             | |
|             | Coleophora |
|             | |
|             | Corythangela |
|             | |
|             | Duospina |
|             | |
|             | Goniodoma |
|             | |
|             | Homaledra |
|             | |
|             | Iriothyrsa |
|             | |
|             | Ischnophanes |
|             | |
|             | Ischnopsis |
|             | |
|             | Macrocorystis |
|             | |
|             | Metriotes |
|             | |
|             | Nasamonica |
|             | |
|             | Porotica |
|             | |
|             | Protocryptis |
|             | |
|             | Sandaloeca |
|             | |
|             | Tocasta |
|             | |
|             | Enscepastra alhagii |
|             | |
|             | Enscepastra longirostris |
|             | |
|             | Enscepastra machinopis |
|             | |
|             | Enscepastra plagiopa |
|             | |

|  | Enscepastra alhagii      |
|  |                          |
|  | Enscepastra longirostris |
|  |                          |
|  | Enscepastra machinopis   |
|  |                          |
|  | Enscepastra plagiopa     |
|  |                          |